# Eye-Tracker
Eye-Tracker – urządzenie monitorujące ruch gałek ocznych, które umożliwia za pomocą wzroku wydawania wszelkich poleceń komputerom. Obecnie jest wykorzystywany do ułatwienia  pracy z  komputerem osobom niepełnosprawnym. Odpowiednie klawisze znajdujące się na komputerze były naciskane za pomocą wzroku. Stanowiło to pewnego rodzaju komfort w obsłudze takich urządzeń. Dzięki temu osoby niepełnosprawne mogły się kształcić, poszerzać swoją wiedzę i umiejętności. Był także wykorzystywany do badań nad oglądalnością reklam wyświetlanych na monitorze.
Obecnie ma on służyć do posługiwania się bezdotykową klawiaturą QWERTY – odpowiednie klawisze będą naciskane w zależności od odpowiedniego spojrzenia.